# 鸡眼草
鸡眼草（学名：Kummerowia striata）是一种豆科鸡眼草属植物。

## 形态
一年生草本，多分枝，小枝上有向下倒挂的白色细毛。复叶互生，具3小叶；有短柄；长椭圆形或倒卵状长椭圆形的小叶，先端圆形，其中脉延伸呈小刺尖，基部楔形；沿中脉及边缘有白色鬃毛。长卵形托叶较大，急尖。
1～2朵蝶形花，腋生；小苞片4，卵状披针形；深紫色钟状花萼，长2.5～3毫米，5裂，裂片阔卵形；浅玫瑰色花冠，较萼长2～3倍，旗瓣近圆形，顶端微凹。
卵状矩圆形荚果，有短细毛，萼宿存。黑色种子1粒，具不规则的褐色斑点。花期7～9月，果期9～10月。

## 分布
在中国主要分布于东北、华东、华中和华北、西北、西南、中南各省区；此外，主要分布日本、朝鲜、苏联远东地区，越南及北美洲也有。

## 延伸阅读
[在维基数据编辑]
 《植物名實圖考·雞眼草》，出自吳其濬《植物名實圖考》